# RT
RT (antigament denominat Russia Today) és un canal rus de notícies de difusió global. Emet en àrab, anglès, castellà i rus i pot sintonitzar-se via satèl·lit i cable a 100 països o a tot el món a través del seu lloc web.
La missió de RT és informar de l'actualitat a Rússia i als estats de la seva òrbita i oferir als espectadors un punt de vista rus dels esdeveniments locals i internacionals. En aquest sentit, RT és similar a altres canals internacionals com France 24, Deutsche Welle o la China Central Television.
RT va ser fundada el 2005 per l'ANO TV-Novosti com una organització sense ànim de lucre autònoma; nogensmenys, la major part del finançament del canal prové dels pressupostos del Govern de la Federació Russa.
El 2022, en el marc de la invasió russa d'Ucraïna, la presidenta de la Comissió Europea, Ursula von der Leyen, va ordenar als operadors europeus de tallar les emissions de RT i de l'agència de notícies Sputnik, una mesura que fins aleshores no s'havia aplicat mai pel que fa a la censura de mitjans de comunicació. Abans ja havien fet el mateix les multinacionals estatunidenques Google i Meta Platforms bloquejant-ne els continguts a les seues xarxes socials.
El 26 de febrer de 2023, en el marc del desè paquet de sancions de la UE contra Rússia, s'hi va incloure la suspensió de les llicències de RT per les emissions en àrab.